# Channel Progress
Channel Progress (anciennement CanalProgress) est une société qui produit et diffuse des séances de révisions en ligne et en direct pour des élèves en collège et lycée. L'entreprise dispense des cours en mathématiques, physique- chimie, SVT et français.

## Histoire
Depuis 2008, Jean Marc Fitoussi et Didier Sitbon, respectivement professeurs de mathématiques et de physique-chimie, sont habitués à filmer leurs propres séances de cours. À la demande de leurs élèves, ils décident de rendre les vidéos accessibles dans une vidéothèque. 
Les nombreuses controverses soulevées sur le marché du soutien scolaire, notamment sur le prix et la qualité des intervenants,motivent les fondateurs à créer leur propre société de soutien scolaire en ligne tout en tentant de pousser l’interactivité entre professeur et élèves à son maximum. C’est dans ce contexte qu’est lancé Channel Progress en 2010. Ils s’associent à Gérard Pazuelo, ingénieur informaticien et proposent alors leurs premiers cours sur Internet en direct.

## Fonctionnalités
L’Agenda
Il permet à l’élève de trouver la séance qui lui correspond en fonction de sa classe et de sa section. Chaque séance est détaillée et présente le sujet, le jour, l’heure de la diffusion en direct, le niveau de difficulté, le nom du professeur, etc. La plupart des cours en semaine sont proposés entre 18h et 20h30, afin de permettre au plus grand nombre d’élèves d’y participer, après leur retour de l’école. 
La Vidéothèque
Accessible aux abonnés, la vidéothèque répertorie toutes les séances diffusées en direct depuis le début de l’année. L’élève sélectionne les séances vidéo de son choix via une recherche par matière, niveau, professeur, et/ou mots clés. Celle-ci contient plus de 800 heures. 
Le Trombi
il permet à l'élève de voir la liste des professeurs et de consulter son curriculum vitæ.
Banque d’exercices
Elle donne accès à plus de 1300 exercices ciblés et corrigés.

## Levée de fonds
La société a réalisé une levée de fonds en amorçage de 250 000 € en juillet 2011 auprès d’investisseurs particuliers.